# Kuššara

Zentralanatolien während Anittas Zeit

Kuššara war eine bronzezeitliche Stadt, die bis heute nicht lokalisiert werden konnte. Möglicherweise ist sie im Südosten Anatoliens zu suchen. Die Herrscher Kuššaras dehnten ihren Machtbereich im 18. Jahrhundert v. Chr. bis nach Zentralanatolien aus, eroberten die Handelsmetropole Kaneš-Neša und zerstörten Ḫattuša, die spätere Hauptstadt des Hethiterreiches.

## Geschichte
Kuššara war während der altassyrischen kārum-Zeit eine Handelsstation (wabartum). Es hatte einen Herrscherpalast, wo ein Mord an assyrischen Händlern in Luḫuzatia angezeigt wurde. Beide Orte lagen an der Handelsroute zwischen Ḫurama und Šamuḫa, weshalb sie südlich des Kızılırmak gesucht werden müssen. Der hethitische Ort La(ḫu)wazantiya war der Geburtsort der Königin Puduḫepa und lag in der Nähe von Kommanna, dem wichtigsten Kultort in Kizzuwatna. Somit ist Kuššara eher nördlich davon zu suchen.
Der erste namentlich bekannte Herrscher von Kuššara war Pitḫana, der das assyrische Handelszentrum Kaniš eroberte. Sein Sohn Anitta begann im 18. Jahrhundert v. Chr. mit der Erweiterung seines Machtbereiches und wurde schließlich zum dominierenden Lokalfürsten Anatoliens. Seine Residenz verlegte er nach Kaneš. Als Gegnerin Anittas im Kampf um die Vormachtstellung wird auch die Stadt Ḫattuša erwähnt, die er zerstörte und deren Wiederbesiedelung er durch einen Fluch zu verhindern suchte, indem er Salz auf die Ruinen und Felder streuen ließ.
Aus Kuššara stammte auch Ḫattušili I., der erste historisch gesicherte Herrscher des Hethiterreiches, mit dem in der Mitte des 16. Jahrhunderts v. Chr. die Reihe der hethitischen Könige beginnt. Ḫattušili I. verlegte seine Residenz von Kuššara nach Ḫattuša, das fortan die Hauptstadt des Hethiterreiches bleiben sollte. Der damit einhergehende Bedeutungsverlust Kuššaras ist wohl auch die Ursache dafür, dass die Stadt in den jüngeren hethitischen Schriftquellen nicht mehr erwähnt wird.